# The Only Promise That Remains
"The Only Promise That Remains" (em inglês:  "A Única Promessa Que Resta") é um dueto da artista americana country, Reba McEntire e do cantor pop, Justin Timberlake. O single foi tocado na Oprah Winfrey Show em 19 de Setembro, um dia depois do lançamento do álbum, o que fez um imediato interesse na música como um digital download. Estreou na parada da Billboard Hot Digital Songs na mesma semana.
Em 5 de Novembro de 2007, a música foi lançada nas rádios de música country, porém não obteve nenhuma posição na parada da Billboard Hot Country Songs.

## Paradas
| Tabela (2007)                         | Melhor posição |
| ------------------------------------- | -------------- |
| U.S. Billboard Bubbling Under Hot 100 | 5              |
| U.S. Billboard Pop 100                | 72             |
| U.S. Billboard Hot Digital Songs      | 56             |